# Przemysław Żejmo
Przemysław Żejmo (ur. 20 września 1972 w Zielonej Górze) – polski artysta kabaretowy.

## Życiorys
Członek Kabaretu Jurki, wcześniej występował w Kabarecie Ciach.  W latach 2005–2006 prowadził z Wojciechem Kamińskim program Śmiechu warte w TVP1. 
Jego żoną jest Małgorzata Czyżycka z Kabaretu Ciach. Mają razem dwoje dzieci: syna Tymoteusza (ur. 10 kwietnia 2008) i córkę Różę (ur. 20 sierpnia 2010).

## Filmografia
- 2003: Baśń o ludziach stąd jako żul
- 2007: Ryś jako Spodek
- 2007: Zamknięci w celuloidzie jako Paweł

## Nagrody
- 1998 – Statuetka Elvisa w kategorii „Najbardziej obrzydliwy film” za Tryptyk studencki na III Międzynarodowym Festiwalu Wytwórni Filmów A'YoY w Zielonej Górze
- 2001 – II Nagroda na V Przeglądzie Filmów Amatorskich Jutro Filmu w Warszawie
- 2001 – Wyróżnienie za film Dzikość serca na Festiwalu Filmów Krótkometrażowych w Krakowie